# 7人制ラグビー男子ケニア代表
7人制ラグビー男子ケニア代表（英語: Kenya national rugby sevens team）は、国際大会に派遣される7人制ラグビーの男子ケニア代表チームである。愛称は「シュジャーセブンズ」。なおシュジャーはスワヒリ語で勇者。
ワールドラグビーセブンズシリーズ、ラグビーワールドカップセブンズなどに出場している。

## 歴史
1996年、自国でサファリセブンズが始まり強化が進む。
その後2016年、シンガポールセブンズでワールドラグビーセブンズシリーズでの初優勝を果たした。

## 成績

### 夏季オリンピック
| 年   | ラウンド         | 順位 | 試 | 勝 | 負 | 分 |
| ---- | ---------------- | ---- | -- | -- | -- | -- |
| 2016 | 予選ラウンド敗退 | 11位 | 5  | 1  | 4  | 0  |
| 2021 | 予選ラウンド敗退 | 9位  | 5  | 2  | 3  | 0  |
| 2024 | 予選ラウンド敗退 | 10位 | 5  | 1  | 4  | 0  |
| 計   | 優勝 0 回        | 3/3  | 15 | 4  | 11 | 0  |

### ワールドカップ
| 年   | ラウンド               | 順位     | 試       | 勝       | 負       | 分       |
| ---- | ---------------------- | -------- | -------- | -------- | -------- | -------- |
| 1993 | 出場なし               | 出場なし | 出場なし | 出場なし | 出場なし | 出場なし |
| 1997 | 出場なし               | 出場なし | 出場なし | 出場なし | 出場なし | 出場なし |
| 2001 | ボウル準決勝敗退       | 19       | 7        | 1        | 6        | 0        |
| 2005 | ボウル準決勝敗退       | 19       | 7        | 3        | 4        | 0        |
| 2009 | カップ準決勝敗退       | 3        | 5        | 3        | 2        | 0        |
| 2013 | カップ準決勝敗退       | 4        | 6        | 4        | 2        | 0        |
| 2018 | チャレンジ準々決勝敗退 | 16       | 5        | 1        | 4        | 0        |
| 2022 | 11位決定戦敗北         | 12       | 4        | 1        | 3        | 0        |
| 計   | 優勝 0回               | 6/8      | 34       | 13       | 21       | 0        |

### ワールドセブンズシリーズ
- ※コアチームとして在籍したシーズンのみ
- 2002-03シーズン - 10位
- 2003-04シーズン - 11位
- 2004-05シーズン - 10位
- 2005-06シーズン - 9位
- 2006-07シーズン - 11位
- 2007-08シーズン - 7位
- 2008-09シーズン - 6位
- 2009-10シーズン - 8位
- 2010-11シーズン - 9位
- 2011-12シーズン - 12位
- 2012-13シーズン - 5位
- 2013-14シーズン - 7位
- 2014-15シーズン - 13位
- 2015-16シーズン - 7位
- 2016-17シーズン - 12位
- 2017-18シーズン - 8位
- 2018-19シーズン - 13位
- 2019-20シーズン - 12位
- 2021シーズン - 3位
- 2021-22シーズン - 12位
- 2022-23シーズン - 13位

## 主な歴代選手
- ハンフリー・カヤンゲ - 代表元主将
- コリンス・インジェラ - 代表最多得点・最多トライ者
- アンドリュー・アモンデ - リオ五輪代表主将

## 直近大会の代表スコッド
パリ2024五輪スコッド。
1. ヴィンセント・オンヤラ (C)
2. ハーマン・フーワ
3. ジョン・オケヨ
4. ケビン・ウェケサ
5. ジョージオーロ・アンゲヨ
6. サミュエル・アサティ
7. ブライアン・タンガ
8. ニーゲル・アマイトサ
9. パトリック・オコンゴ
10. ラメク・ココヨ
11. クリサント・オイワング
12. アントニー・ムボヤ

(C)はキャプテン